# Барри, Робертин
Робертин Барри (фр. Robertine Barry, 26 февраля 1863 года, Л'Иль-Верт, Канада — 7 января 1910 года, Монреаль, Канада) — франкоканадская журналистка. Является важной фигурой канадского феминизма.

## Биография
Робертин Барри родилась в Л’Иль-Верте, провинция Квебек. Её отец Джон Эдмон Барри, ирландец, приехал в Канаду в середине XIX века и начал карьеру как торговец лесом. Благодаря хорошему образованию он занимал высокие должности в регионе Сагенея и был почётным вице-консулом Швеции и Норвегии. Её мать Агле Руло имела франкоканадское происхождение. Семья Барри была достаточно преуспевающей, у Робертин было 12 братьев и сестёр. Она получила лучшее образование доступное для девочек: начальная школа в Лез-Эсумен с 1868 по 1873 год, школа монастыря Иисуса и Марии в Труа-Пистоль, пансионат у урсулинок в Квебеке с 1880 по 1882 год.

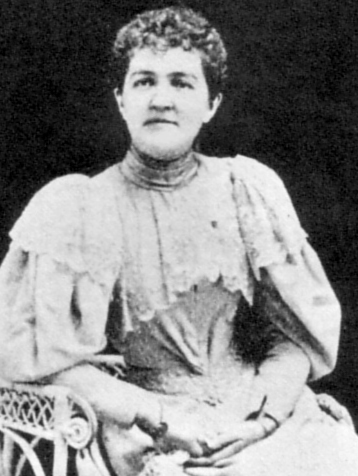
Робертин Барри около 1900 года

После окончания обучения в 20 лет она захотела стать журналистом и начала писать статьи для журналов. Она познакомилась с Оноре Бограном, редактором радикальной газеты Монреаля «La Patrie». 30 апреля 1891 год была опубликована статья Барри о важности образования для девочек на первой странице газеты. Она писала, что необходима радикальная реформа образования и создание общественных школ (тогда существовали только школы при костёлах). Для своих работ Робертин использовала псевдоним Франсуаза. Анри Бурасса, основатель газеты Le Devoir, был уверен, что женщины должны быть у семейного очага, и объявил Робертину монстром за желание иметь также общественную жизнь.
«La Patrie» опубликовала 4 статьи Барри о женском обучении. С осени 1890 года по 1900 год, она была в постоянном штате газеты и писала еженедельную колонку «Хроники понедельника». С 1902 года по 1909 год она также начала издавать женское издание «Журнал Франсуазы». В журнале публиковались знакомые писатели Барри, включая Лору Конан, Жюльетту Адам и Эмиля Неллигана. Робертина написала две книги: собрания коротких рассказов и её еженедельных колонок. Она была одним из основателей Женского дома журналистов Канады. Канадское правительство назначило Робертину Барри вместе с Жозевиной Дандюран представлять Канаду на Всемирной выставке 1900 года в Париже, где она представила публикацию о женщинах в Канаде и участвовала в Международном женском конгрессе. В 1904 году французское правительство внесло Робертину в список офицеров академии. В 1906 году Барри представляла Канаду на Всемирной выставке в Милане. Премьер-министр Квебека Ломе Гуэн назначил её инспектором условий труда для женщин в промышленности. Через несколько месяцев Робертин Барри умерла от удара.

## Публикации
- Robertine Barry. Chroniques du lundi de Françoise. — 1891. — 325 p.
- Robertine Barry. Fleurs champêtres. — Montréal: Desaulniers, 1895. — 205 p p.